# Trượt ván trên tuyết tại Thế vận hội Mùa đông 2018
Trượt ván trên tuyết tại Thế vận hội Mùa đông 2018 diễn ra tại Bokwang Phoenix Park ở Pyeongchang, Hàn Quốc từ 10 tới 24 tháng 2 năm 2018.
Nội dung dích dắc song song lần đầu tổ chức năm 2014 ở Sochi, được thay thế bằng nội dung Big air mới.

## Vòng loại
Có tổng cộng suất 258 cho các vận động viên tham dự tại đại hội (142 nam và 116 nữ). Mỗi quốc gia có tối đa 26 vận động viên, tối đa 14 nam hoặc 14 nữ.

## Lịch thi đấu
Phần thi chung kết được in đậm.
Giờ thi đấu là UTC+9.
| Ngày       | Giờ   | Nội dung                                             |
| ---------- | ----- | ---------------------------------------------------- |
| 10 tháng 2 | 10:00 | Dốc chướng ngại vật nam                              |
| 11 tháng 2 | 10:00 | Dốc chướng ngại vật nam                              |
| 11 tháng 2 | 13:30 | Dốc chướng ngại vật nữ                               |
| 12 tháng 2 | 10:00 | Dốc chướng ngại vật nữ                               |
| 12 tháng 2 | 13:30 | Lòng máng nữ                                         |
| 13 tháng 2 | 10:00 | Lòng máng nữ                                         |
| 13 tháng 2 | 13:00 | Lòng máng nam                                        |
| 14 tháng 2 | 10:30 | Lòng máng nam                                        |
| 15 tháng 2 | 11:00 | Địa hình tốc độ nam                                  |
| 16 tháng 2 | 10:00 | Địa hình tốc độ nữ                                   |
| 19 tháng 2 | 10:00 | Big air nữ                                           |
| 21 tháng 2 | 09:30 | Big air nam                                          |
| 22 tháng 2 | 09:30 | Big air nữ                                           |
| 24 tháng 2 | 09:00 | Dích dắc lớn song song nữ Dích dắc lớn song song nam |
| 24 tháng 2 | 10:00 | Big air nam                                          |
| 24 tháng 2 | 13:30 | Dích dắc lớn song song nữ Dích dắc lớn song song nam |

## Huy chương

### Bảng tổng sắp
| Hạng                | Đoàn                | Vàng | Bạc | Đồng | Tổng số |
| ------------------- | ------------------- | ---- | --- | ---- | ------- |
| 1                   | Hoa Kỳ (USA)        | 4    | 2   | 1    | 7       |
| 2                   | Canada (CAN)        | 1    | 2   | 1    | 4       |
| 3                   | Pháp (FRA)          | 1    | 1   | 0    | 2       |
| 4                   | Cộng hòa Séc (CZE)  | 1    | 0   | 1    | 2       |
| 5                   | Thụy Sĩ (SUI)       | 1    | 0   | 0    | 1       |
| 5                   | Áo (AUT)            | 1    | 0   | 0    | 1       |
| 5                   | Ý (ITA)             | 1    | 0   | 0    | 1       |
| 8                   | Úc (AUS)            | 0    | 1   | 1    | 2       |
| 8                   | Đức (GER)           | 0    | 1   | 1    | 2       |
| 10                  | Hàn Quốc (KOR)      | 0    | 1   | 0    | 1       |
| 10                  | Nhật Bản (JPN)      | 0    | 1   | 0    | 1       |
| 10                  | Trung Quốc (CHN)    | 0    | 1   | 0    | 1       |
| 13                  | Anh Quốc (GBR)      | 0    | 0   | 1    | 1       |
| 13                  | New Zealand (NZL)   | 0    | 0   | 1    | 1       |
| 13                  | Phần Lan (FIN)      | 0    | 0   | 1    | 1       |
| 13                  | Slovenia (SLO)      | 0    | 0   | 1    | 1       |
| 13                  | Tây Ban Nha (ESP)   | 0    | 0   | 1    | 1       |
| Tổng số (17 đơn vị) | Tổng số (17 đơn vị) | 10   | 10  | 10   | 30      |

### Nội dung của nam
| Nội dung               | Vàng                       | Vàng                      | Bạc                     | Bạc                    | Đồng                           | Đồng                           |
| ---------------------- | -------------------------- | ------------------------- | ----------------------- | ---------------------- | ------------------------------ | ------------------------------ |
| Big air                | Sébastien Toutant · Canada | 174.25                    | Kyle Mack · Hoa Kỳ      | 168.75                 | Billy Morgan · Anh Quốc        | 168.00                         |
| Lòng máng              | Shaun White · Hoa Kỳ       | 97.75                     | Ayumu Hirano · Nhật Bản | 95.25                  | Scotty James · Úc              | 92.00                          |
| Dích dắc lớn song song | Nevin Galmarini · Thụy Sĩ  | Nevin Galmarini · Thụy Sĩ | Lee Sang-ho · Hàn Quốc  | Lee Sang-ho · Hàn Quốc | Žan Košir · Slovenia           | Žan Košir · Slovenia           |
| Dốc chướng ngại vật    | Redmond Gerard · Hoa Kỳ    | 87.16                     | Max Parrot · Canada     | 86.00                  | Mark McMorris · Canada         | 85.20                          |
| Địa hình tốc độ        | Pierre Vaultier · Pháp     | Pierre Vaultier · Pháp    | Jarryd Hughes · Úc      | Jarryd Hughes · Úc     | Regino Hernández · Tây Ban Nha | Regino Hernández · Tây Ban Nha |

### Nội dung của nữ
| Nội dung               | Vàng                         | Vàng                         | Bạc                                    | Bạc                                    | Đồng                               | Đồng                             |
| ---------------------- | ---------------------------- | ---------------------------- | -------------------------------------- | -------------------------------------- | ---------------------------------- | -------------------------------- |
| Big air                | Anna Gasser · Áo             | 185.00                       | Jamie Anderson · Hoa Kỳ                | 177.25                                 | Zoi Sadowski-Synnott · New Zealand | 157.50                           |
| Lòng máng              | Chloe Kim · Hoa Kỳ           | 98.25                        | Liu Jiayu · Trung Quốc                 | 89.75                                  | Arielle Gold · Hoa Kỳ              | 85.75                            |
| Dích dắc lớn song song | Ester Ledecká · Cộng hòa Séc | Ester Ledecká · Cộng hòa Séc | Selina Jörg · Đức                      | Selina Jörg · Đức                      | Ramona Theresia Hofmeister · Đức   | Ramona Theresia Hofmeister · Đức |
| Dốc chướng ngại vật    | Jamie Anderson · Hoa Kỳ      | 83.00                        | Laurie Blouin · Canada                 | 76.33                                  | Enni Rukajärvi · Phần Lan          | 75.38                            |
| Địa hình tốc độ        | Michela Moioli · Ý           | Michela Moioli · Ý           | Julia Pereira de Sousa-Mabileau · Pháp | Julia Pereira de Sousa-Mabileau · Pháp | Eva Samková · Cộng hòa Séc         | Eva Samková · Cộng hòa Séc       |

## Quốc gia
Có tổng cộng 248 vận động viên từ 30 nước dự kiến tham dự (số vận động viên ở trong ngoặc).
- Andorra (1)
- Argentina (2)
- Úc (11)
- Áo (14)
- Bỉ (3)
- Brasil (1)
- Bulgaria (3)
- Canada (21)
- Trung Quốc (9)
- Cộng hòa Séc (7)
- Phần Lan (8)
- Pháp (13)
- Đức (13)
- Anh Quốc (5)
- Ireland (1)
- Ý (12)
- Nhật Bản (16)
- Hà Lan (3)
- Na Uy (5)
- New Zealand (4)
- Vận động viên Olympic từ Nga (16)
- Ba Lan (6)
- Slovenia (7)
- Hàn Quốc (10)
- Tây Ban Nha (4)
- Thụy Điển (2)
- Thụy Sĩ (24)
- Slovakia (1)
- Ukraina (1)
- Hoa Kỳ (25)